# Васіліос Борновас
Васіліос Борновас (грец. Βασίλειος Μπορνόβας, 10 вересня 1956, Афіни) — грецький дипломат. Надзвичайний і Повноважний Посол Греції в Україні (з 2019).

## Життєпис
Народився 10 вересня 1956 року у місті Афіни, Греція. У 1981 році закінчив юридичний факультет Фракійського університету імені Демокріта м. Комотіні, Греція
У 1983—1985 проходив військову службу у лавах Збройних сил Греції;
У 1985—1987 — Національна школа громадського управління, зарахований на дипломатичну службу;
У 1988—1992 — Третій секретар, Управління A4 Туреччини;
У 1992—1996 — консул, Генеральне консульство Греції у місті Гірокастра, Албанія;
У 1996—1998 — Радник, Управління D3 ОБСЄ та Ради Європи;
У 1999—2002 — Перший радник Посольства Греції у Римі, Італія;
У 2003—2008 — Директор Департаменту політичних справ у місті Ксанти, Греція;
У 2008—2011 — Генеральний консул Греції у Стамбулі, Туреччина;
У 2011—2012 — Міністерство закордонних справ, заступник директора Управління D1 ООН та міжнародних організацій та конференцій;
У 2012—2014 — Заступник Голови дипломатичної місії Греції у Бейруті, Ліван;
У 2014 році підвищення до Повноважного міністра другого рангу;
У 2014—2015 рр. — Директор Управління B5 двосторонніх економічних відносин з центральними південно-американськими, тропічної Африки, африканськими та азійськими країнами;
У 2015—2016 рр. — Директор Управління A3 південносхідних європейських країн;
У 2016—2019 рр. — Надзвичайний і Повноважний Посол Греції у Хашимітському Королівстві Йорданії;
З жовтня 2019 року — Надзвичайний і Повноважний Посол Греції в Києві (Україна).
17 жовтня 2019 року — вручив копії вірчих грамот заступнику Міністра закордонних справ України з питань європейської інтеграції Олені Зеркаль.
19 грудня 2019 року — вручив вірчі грамоти Президенту України Володимиру Зеленському.
23 серпня 2021 представляв Грецію на Кримській платформі.